# 都云州
都云州，五代十国时设置的州。
马楚置，治所在今贵州省都匀市西南。辖境相当今贵州省都匀、榕江等市县。后废。